# START I
L'accordo START (da Strategic Arms Reduction Treaty, "Trattato di riduzione delle armi strategiche") fu siglato il 31 luglio 1991 tra Stati Uniti e Unione Sovietica su proposta dell'allora presidente statunitense George H.W. Bush. Venne poi ribattezzato START I quando fu varato il secondo degli Accordi START, lo START II.
Il trattato prevedeva limiti al numero di armi e mezzi di cui ogni fazione poteva dotarsi. Essendo collassata l'Unione Sovietica cinque mesi dopo la sua stipula, il trattato rimane oggi in vigore con le nazioni di Russia, Bielorussia, Kazakistan e Ucraina. Questi ultimi tre paesi hanno da allora azzerato completamente il loro potenziale offensivo nucleare.
Il trattato impedì ai suoi firmatari di disporre di più di 6.000 testate nucleari, distribuite su un massimo di 1.600 tra missili balistici intercontinentali (ICBM) e bombardieri strategici. Lo START costituì il più esteso e complesso trattato per il controllo degli armamenti della storia, e la sua implementazione finale nel tardo 2001 portò alla rimozione di circa l'ottanta percento di tutte le armi nucleari strategiche allora esistenti.
Scaduto nel dicembre 2009, è stato sostituito dal New START.

## Proposta

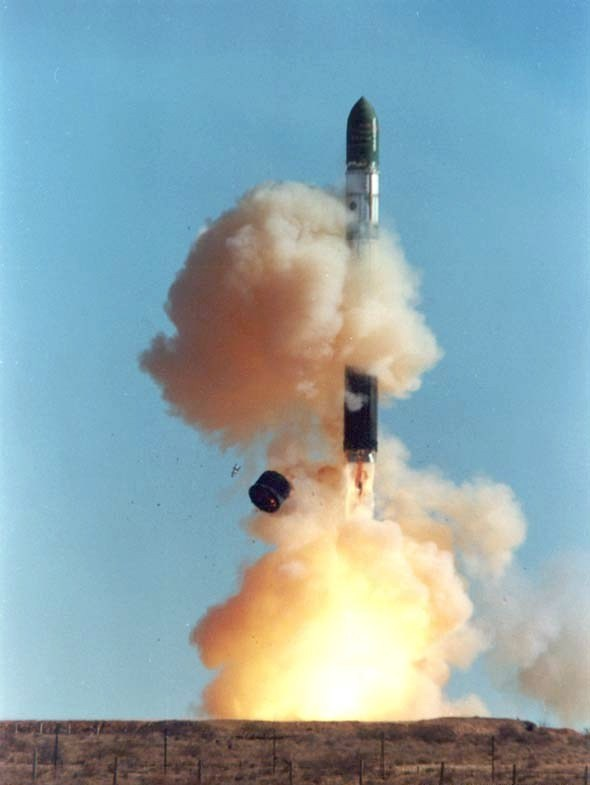
Missile balistico intercontinentale SS-18 sovietico.

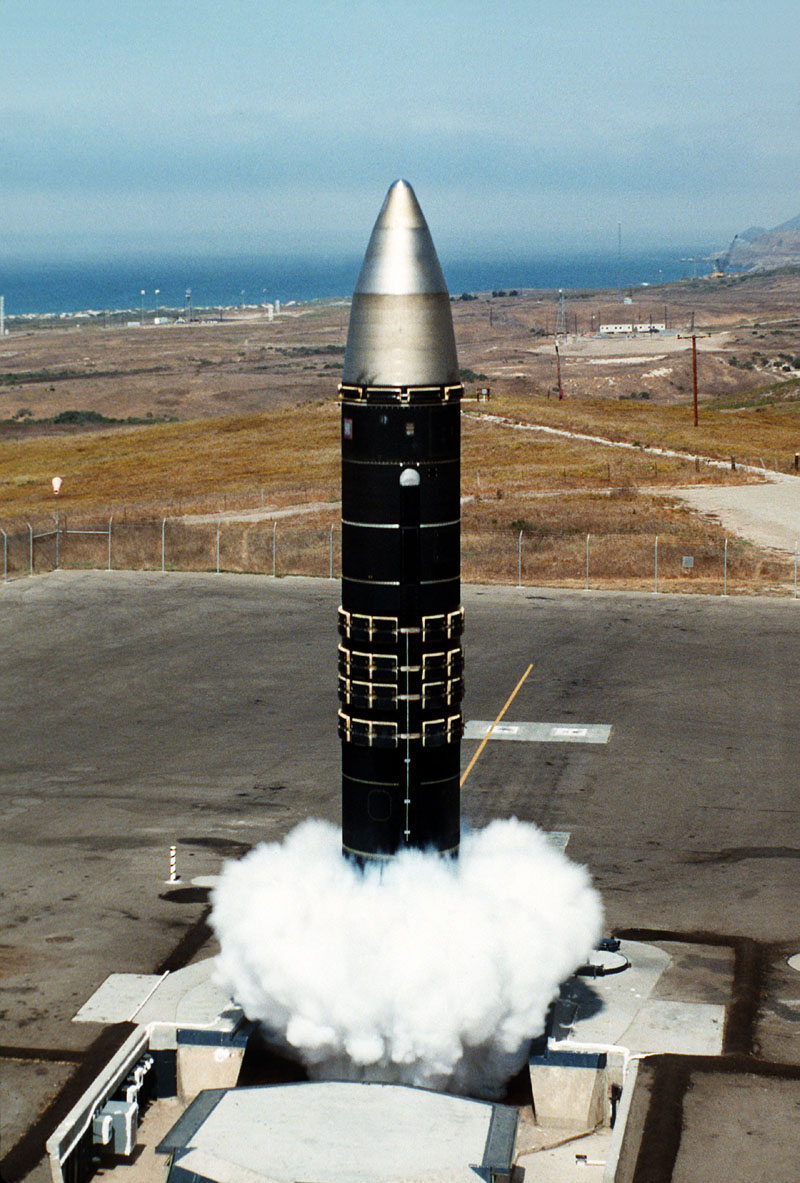
Missile balistico intercontinentale LGM-118 Peacekeeper americano.

Lo START fu inizialmente annunciato dal Presidente degli Stati Uniti Ronald Reagan durante un discorso al Eureka college il 9 maggio 1982, e in seguito presentato a Ginevra il 29 giugno successivo.
La proposta, definita all'epoca SALT III, prevedeva una massiccia riduzione dei mezzi strategici in due fasi:

La prima fase consisteva nella riduzione del numero totale di testate nucleari a 5000 per ciascun tipo di missile, tranne gli ICBM ulteriormente limitati a 2500. Inoltre il numero totale di ICBM era limitato a 850, e il numero di missili "pesanti" tipo l'SS-18 ridotto a 110.

La seconda fase avrebbe introdotto limiti analoghi sui bombardieri e altri sistemi strategici.

## Negoziati
I negoziati dello START andarono a rilento poiché l'Unione Sovietica riteneva inaccettabili i termini della proposta americana. Quando Reagan annunciò il programma SDI (Strategic Defense Initiative) nel 1983, l'Unione Sovietica si ritirò dai negoziati considerando il programma americano una minaccia.

Questo portò ad un decennio di corsa alle armi, risultando nel 1991 con decine di migliaia di testate nucleari per entrambe le superpotenze.

## Firma
Su consiglio di Andrei Sakharov, l'Unione Sovietica ritirò le proprie obiezioni al SDI nel 1988, e il trattato venne firmato il 31 luglio 1991..